# زرواو العليا (كاني سور)
زرواو العلیا (بالفارسية: زرواو علیا) هي قرية تقع في إيران في قسم کاني سور الريفي. يقدر عدد سكانها بـ 364 نسمة .